# Anuga canescens
Anuga canescens är en fjärilsart som beskrevs av Walker 1863. Anuga canescens ingår i släktet Anuga och familjen nattflyn. Inga underarter finns listade i Catalogue of Life.